# Gjellergaard hembygdsmuseum

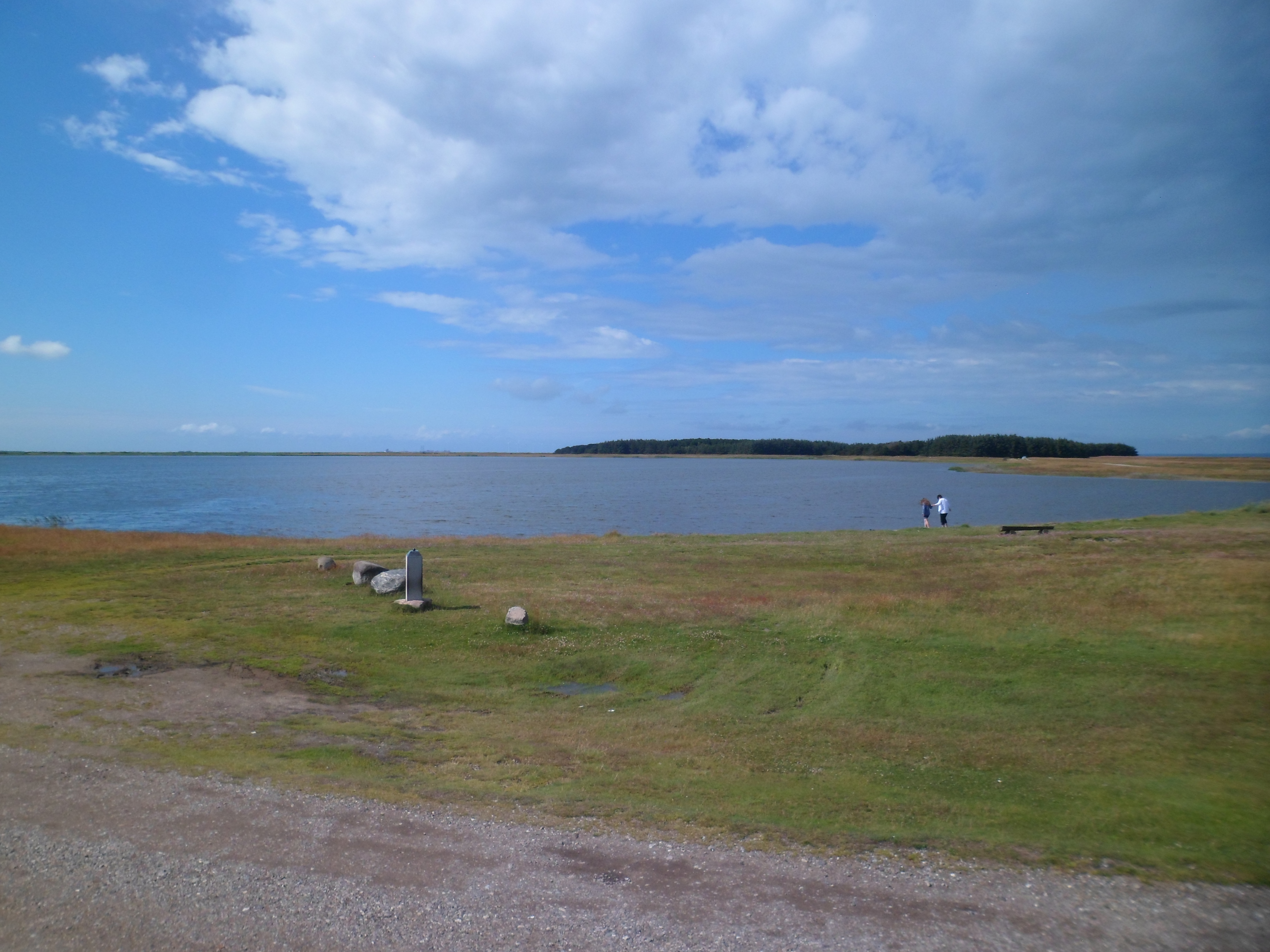
Gjeller Sø

Gjellergaard hembygdsmuseum är en museigård, som ligger på Gjeller Odde i Limfjorden mellan fjordarmen Lem Vig och Gjeller Sø, nära Nissum Bredning, omkring fem kilometer norr om Lemvig i Region Midtjylland i Västjylland. 
Gården är en tidigare fiskarbondegård, som numera är en hembygdsgård. Gårdens historia omtalades 1872 som Præstegårdhus. 
Fastigheten köptes av Lemvigs kommun 1948 i samband med att en del av Gjellerodde avsattes som naturreservat. Fram till 1986 hyrdes gården ut som feriebostad. Byrådet beslöt 1988 att restaurera gården, och ett projekt kom igång 1992, som genomfördes av en grupp frivilliga. Huset återinvigdes och öppnades för allmänheten 1993.
Verksamheten drivs av Foreningen Gjellergaard. 